# Jaime Nebot
Jaime José Nebot Saadi, né le 22 octobre 1946 à Guayaquil, est un homme politique équatorien, maire de Guayaquil de 2000 à 2019. Nebot fut député de la province du Guayas de l'ancien Congrès National de janvier 1998 à l'an 2000, où il posa sa candidature à la mairie de sa ville natale.
De plus, il a été nommé par l'ancien président équatorien León Febres-Cordero Gouverneur de la province du Guayas entre 1984 et 1988. Il fut également deux fois candidat à la Présidence de la République (en 1992 et 1996), arrivant à chaque fois au second tour des élections mais sans être élu.
Proche du président Lenín Moreno, il marque son hostilité envers les manifestations équatoriennes de 2019 et déclare « recommander » aux indigènes de « retourner dans leurs montagnes ».
Il est mis en cause dans le scandale de corruption Odebrecht.